# Freestyle ai XXIV Giochi olimpici invernali - Salti misto
La gara di salti a squadre di freestyle dei XXIV Giochi olimpici invernali di Pechino si è svolta il 10 febbraio 2022 al Genting Snow Park di Zhangjiakou.
La medaglia d'oro è stata vinta dalla formazione degli Stati Uniti d'America, davanti a Cina e Canada.

## Risultati
| Pos.    | Bib           | Nazione                                                           | Finale 1                    | Finale 2                   |
| ------- | ------------- | ----------------------------------------------------------------- | --------------------------- | -------------------------- |
| Oro     | 2 2–1 2–2 2–3 | Stati Uniti Ashley Caldwell Christopher Lillis Justin Schoenefeld | 330.55 104.31 101.81 124.43 | 338.34 88.86 135.00 114.48 |
| Argento | 1 1–1 1–2 1–3 | Cina Xu Mengtao Jia Zongyang Qi Guangpu                           | 336.89 94.01 124.78 118.10  | 324.22 106.03 96.02 122.17 |
| Bronzo  | 5 5–1 5–2 5–3 | Canada Marion Thénault Miha Fontaine Lewis Irving                 | 326.94 93.06 113.97 119.91  | 290.98 62.74 116.48 111.76 |
| 4       | 3 3–1 3–2 3–3 | Svizzera Alexandra Bär Pirmin Werner Noé Roth                     | 300.62 65.83 128.00 106.79  | 276.01 57.01 109.00 110.00 |
| 5       | 4 4–1 4–2 4–3 | ROC Liubov Nikitina Il'ja Burov Stanislav Nikitin                 | 295.97 79.66 97.28 119.03   | N.D.                       |
| 6       | 6 6–1 6–2 6–3 | Bielorussia Hanna Hus'kova Stanislau Hladchenko Maksim Huscik     | 273.67 84.73 89.82 99.12    | N.D.                       |